# William Markus

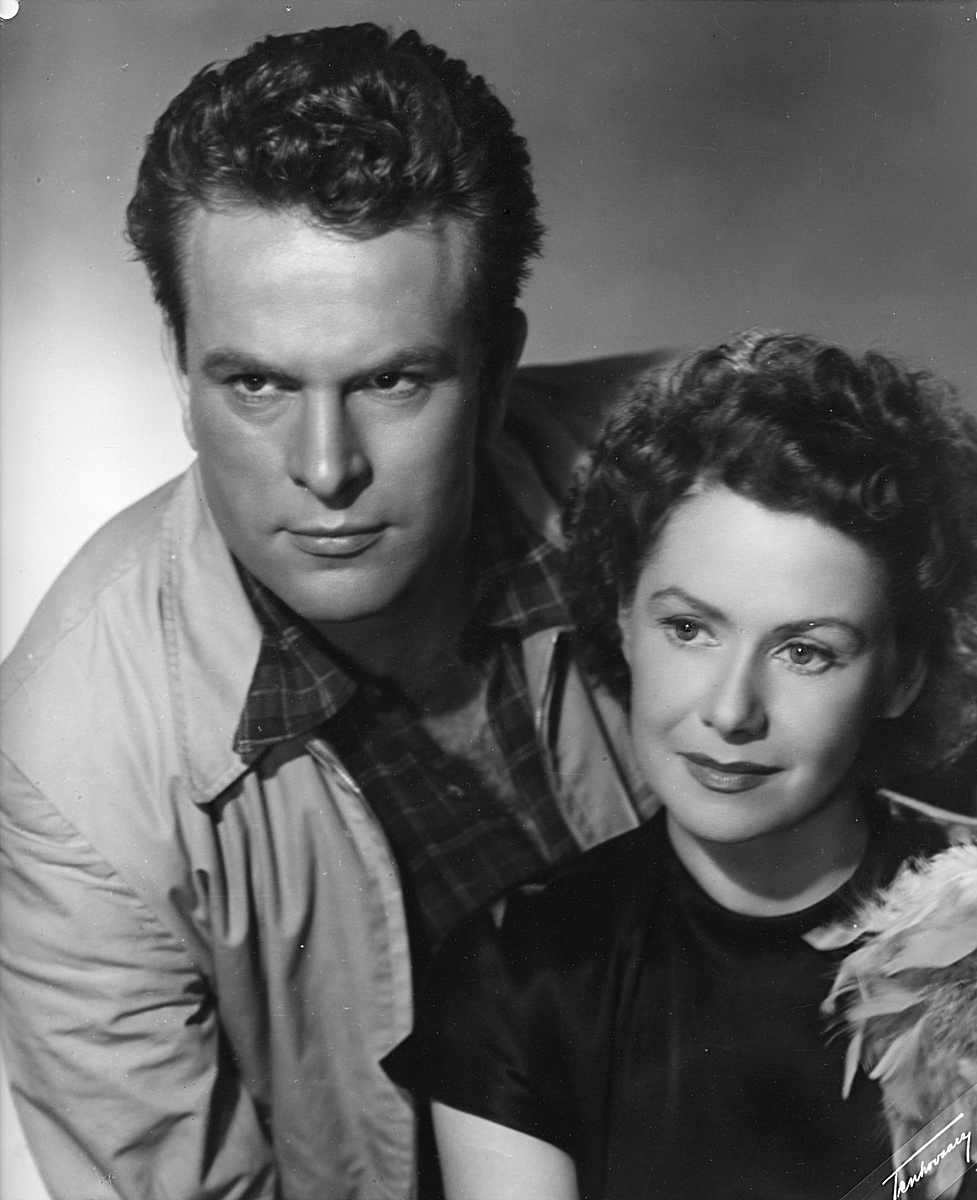
William Markus med Sonja Wigert från filmen Kvinnan bakom allt eller Fyra gånger kärlek (1951).

Karl William Markus (egentligen Marcus), född Söderström 12 januari 1917 i Liverpool, Storbritannien, död 10 oktober 1989 i Esbo, Finland, var en finsk regissör, manusförfattare och skådespelare.

## Familj
Karl William Söderström föddes i Liverpool till den finska sjökaptenen och kommendörkaptenen Karl Ilmari Söderström och den engelska modern Blance Isabel Cope. Han hade dubbelt medborgarskap i Finland och Storbritannien och talade flytande tre språk: finska, engelska och svenska. Hans officiella efternamn etablerades som Marcus i slutet av 1940-talet.

## Karriär
Söderström genomförde filmstudier i England.
Söderström arbetade under mellankrigstiden i Finlands Petsamo som utländsk bokförare. Han var anställd av Petsamo Nickel. Under denna tid lärde han känna författaren Usko Kemppi, som föreslog att han skulle provfilmas för den manliga huvudrollen i regissören Valentin Vaalas komedi Dynamitflickan år 1944. Efter att ha fått rollen uppfanns hans artistnamn William Markus. Han arbetade först som skådespelare och från 1954 som regissör.
Markus spelade i tio filmer, både i hjälteroller och skurkroller. År 1950 medverkade han i den brittiska filmen The Wooden Horse (visad i Finland under titlarna Puuhevonen och Hyppyarkku), som var den tredje mest sedda filmen i Storbritannien år 1950. I Finland medverkade han bland annat i filmerna Maaret – tunturien tyttö (1947), Teuvo Tulios film Hornankoski (1949) samt Roland af Hällströms film Finska flickor i Stockholm (1952). Finska flickor i Stockholm väckte stor förargelse i Sverige.
Markus regisserade kortfilmen Matkailijan keitaita (Resenärens oaser) för Yleisradio år 1953, där han spelade rollen som far i en finländsk familj bosatt i USA. Familjen besökte Helsingfors, Tammerfors, Lahtis, Kuopio och Rovaniemi.
Markus regisserade åtta filmer för Suomen Filmiteollisuus mellan åren 1954 och 1960. Fyra av dessa baserades på texter av Walentin Chorell. Bland Markus regisserade filmer fanns bland annat Neiti Talonmies (Fröken Gårdskarl) (1955), Miriam (1957) och Verta käsissämme (Blod på våra händer) (1958). I dessa filmer fungerade han även som en av manusförfattarna. Miriam nominerades till bästa kulturfilm vid Berlins filmfestival år 1958.
Markus gav skådespelaren Pentti Siimes hans första huvudroll i en film. Markus hade ett betydande inflytande på Siimes karriär inom filmen.
Förvånansvärt många av Markus regisserade filmer saknade godkännande från Statens filmgranskningsbyrå. Verta käsissämme (Blod på våra händer) förbjöds ursprungligen helt på order av överpolischef Fjalar Jarva bara ett par timmar före premiären. Författaren Mika Waltari kritiserade censureringen av filmen. Till slut frigavs den från censuren åtföljd av en stor medieuppståndelse. Bland annat var slutet på filmen Rakas varkaani (Min kära tjuv) tvungen att filmas om så att brottet tydligt fick sitt straff. Filmgranskningsbyråns ordförande Arvo Paasivuori förbjöd filmen Autuas eversti (Den salige översten), med skådespelaren Pentti Siimes i huvudrollen, eftersom översten vaknade till liv i likkistan. Hans filmer väntade på sin tur att visas på producenternas hyllor och i censuren så länge att biografernas publiksiffror sjönk från sina toppår generellt i Finland i slutet av 1950-talet.
Markus filmer samlade många tittare vid sina tv-premiärer. Premiären av Rakas varkaani (Min kära tjuv) den 29 november 1964 på Finlands Television samlade 1 290 000 tittare. Verta käsissämme (Blod på våra händer) hade sin tv-premiär på MTV år 1965. Filmen samlade 860 000 tittare. Den andra tv-visningen av Miriam sändes den 15 september 1970 på Yle TV1. Filmen samlade 1 850 000 tittare.
Markus arbetade som filmregissör för Suomen Filmiteollisuus från 1954 till 1960. Från 1958 verkade han som självständig producent och regissör av reklamfilmer för företag. År 1959 grundade han Tuotanto William Marcus & Co, som han ägde fram till 1989. År 1966 regisserade han en julrelaterad kortfilm för televisionen vid namn Tomten. Han tilldelades halva statens konstnärspension 1981.

## Regi i urval
- 1955 – Fröken Gårdskarl
- 1955 – Brott i blindo
- 1957 – Miriam
- 1957 – Du kära tjuv
- 1958 – Blod på våra händer
- 1958 – Salig översten
- 1960 – Flickan från den vita skogen

## Manus i urval
- 1955 – Fröken Gårdskarl

## Filmroller i urval
- 1952 – Finska flickor i Stockholm / Stockholm lockar
- 1952 – Flottarkärlek
- 1951 – Kvinnan bakom allt / Fyra gånger kärlek